# غراندفونتين
غراندفونتين (بالفرنسية: Grandfontaine, Bas-Rhin)‏ هي بلدية تقع في إقليم الراين الأسفل من منطقة ألزاس في شمال شرق فرنسا. تبلغ مساحة هذه المدينة 39.52 (كم²)، يبلغ عدد سكانها 390 نسمة حسب إحصاء المعهد الوطني للإحصاء والدراسات الاقتصادية سنة 2009 م. وترأس Philippe Remy البلدية خلال فترة (2001 - 2008).
وتسمى اللهجة الألمانية للإقليم بغروسبورن.

## الاسم
العديد من الدول تتداول اسم غراندفونتين وفرام ونت.ويعتبر اسم غراندفونتين والألزاسي مساوي لغروسبورن. فكلاهما يوصفان بمياه الربيع الوافرة. اسم فرام ونت استوحي من اسم جبل يطل على قرية وهو مشتق من الاسم اللاتيني فيراتوس مونس (الجبل الغني بالحديد) الذي سجل عام 1261 . أما في يومنا هذا فاسم فيراتوس يستخدم فقط في موقع صغير أسفل الوادي حيث تطورت الصناعات المعدنية ونمت.

## الجغرافيا
```
تقع القرية في الاتجاه الجنوبي لبلدية بيس-راين على حدود المقاطعات مع بلدية موسيل.

40 كيلو متر (125 ميل) غرب مولشيم. تمتد غراندفونتين بجانب عدة تيارات جبلية تصب
في نهر برش في ستشرمك والتي تقع في الشرق على بعد 5 كيلومتر (3 ميل). ومعظم المباني
في هذه القرية الجبلية تمتد بين مسافة 400 و 700 متر فوق سطح البحر، أما ما تبقى من 
```

الأراضي فقد احتلته الغابات بالكامل. كما تضم القمم المحيطه به دونون 1008 م، وبلانش 
روشز 916 م، وكورب يل 899 م، وماكس 863 م، روند بيرثيز 849 م، نيثي ماثز 838 م 
و أخيرا هاوت دي لا شاريلي 758 م.
تبعا لتغير الحدود في عام 1872 م، توسعت الأرض المنسوبة لآل ستين غراندفونتين لتضم
```
الغابات والتي كانت جزءا من لوريان في السابق. هنالك نهران يتدفقان عبر لوريان
وهما بلين ووايت سبار، وكلا منهما يمتلك منبعه في المدينة. 
```

ومن المسموح أيضا على طريق غراندفونتين استخدام الطريق الفرعي 392 RD الذي يمتد من تيرماك 
على بعد مسافة قصيرة إلى الجنوب الشرقي عبر غراندفونتين إلى دونون باس 718 م.و يكون خارج 
الألزاس وداخل لوريان. وأقرب محطة في بترماك تقع في اقليم خط سترابورج-مولشيم-سالز-ساينت-ديا-اينابل .

## البلديات المجاورة
تكمن وستشز في الشمال الشرقي وشرماك في الجنوب الشرقي وموسي في الجنوب الغربي. 
أما فيكسا كورت، ولوفي نجي، وراون-سور-بلايين، وراون-ليس-ليو فتقع جميعها في الجبال الغربية. كما تقع توركويستين-بلانكروبت في الشمال الغربي.

## التاريخ
ترتبط غراندفونتين ارتباطا وثيقا باستغلال رواسب الحديد في التلال المجاورة التي تم تسجيلها كتابيا ويعود تاريخها للعصور القديمة. وكان هناك نشاط تعريفي للمجتمع من خلال العصور الوسطى بين الستينات والتسعينات الميلادية. ذكر الناجين الأوائل أن استخراج المعادن نشأ في اتصال مضطرب في القرن الثالث عشر عندما وجدت المنطقة نفسها عالقة بين الطموحات التوسعية لسالم وامنيات بيشوب متز. أما يعقوب لوريان فقد حد من السلطة العلمانية الرئيسية لملاك الأراضي.
أدت الصراعات الناتجة إلى خلع شركات التعدين ل فاراتوس مونس " (جبل الحديد). ظهرت الصناعة في القرن السادس عشر عندما وصلت أعمال الحديد إلى نطاق غير مسبوق. كما لوحظ في منتصف القرن استخدام افران الصهر الحديثة والتي كانت قادرة على إنتاج كتل الحديد المصبوب وقد استمر ذلك لعدة سنوات. كما تعتبر أفران غراندفونتين أكثر قوة وربحا لغراندفونتين تيري بورن من فارنيز-إند-ارجون.
هناك موقع آخر لأعمال الحديد المزدهر لمائة كيلومتر باتجاه الغرب. وقد شملت هذه العملية نقل التقنية الناجحة من أعمال الحديد التي تسيطر عليها منطقة التعدين لحدود لوريان وآلزاس، أما المناخ الناتج من الرخاء الاستثنائي مع احتكار إنتاج الحديد في المنطقة التي تتمتع بها عائلة سالم بعد الدمار الذي لحق بها في حرب الثلاثون عاما. والقتال بين فرنسا والإمبراطورية التي استمرت حتى بعد موت لويس الرابع عشر.و بحلول ذلك الوقت أصبحت آلزاس جزءا من فرنسا. بعد عام 1715 م، انتقل التركيز على توسعة فرنسا إلى الخارج تدريجيا. وتسببت وفاة ملك الشمس العودة لحياة الرخاء واستخدام أفران الحديد غراندفونتين. تسمى القيادة الديناميكية للحديد الجديد باير لواني فورمنت لصهر المعادن وقد استطاعت استعادة سمعتها بسرعة. وفي عام 1720 م، بدأ دوك لوريان النظر لسبائك الحديد اللازمة لبناء قصره الجديد في لون فيل. وقد شهد المجتمع فترة طويلة من الازدهار فيما تبقى من القرن الثامن عشر.
في منتصف القرن التاسع عشر أصبح من الصعب توفير منتجات الحديد المصبوب ذات الجودة الملائمة، خصوصا وأن أفضل المواد الخام قد استنفدت. كما أصبح استعادة ما تبقى من الخام أكثر تكلفة. هذا وقد وتأثر أيضا اقتصاد عمليات الصهر سلبا بارتفاع تكاليف الفحم أما بالنسبة لفقدان الأرباح فهي تروج لإعادة تنظيم الأعمال، لكن وبكل وضوح أفضل السنوات كانت في السابع من أبريل عام 1863، كما أغلقت أيضا دكاكين الحدادة في ذلك العام.
في عام 1871، استفادت غراندفونتين من إعادة التفاوض الماضي بعد استسلام آلزاس ولوريان لألمانيا. فرنسا كانت حريصة لإعادة خط السكة الحديدية فيها، بموجب الشروط المفروضة. ستة كيلو متر بالقرب من افركورنوتنتهي في ألمانيا. ومع ذلك كان الألمان مقتنعين بإعادة مساحة صغيرة من الأرض الداخلة في فرنسا مقابل مساحة واسعة من الغابات المحيطة للبلديات المجاورة للوران-سور-بلايين ورون-لس-لو في لوريل.
قدمت الغابات نطاقا ممتازا للربح وساهمت في الازدهار (حاليا في ألمانيا). بعد عام 1919 ومجددا في 1944 حينما نقلت آلزاس ولوريان إلى فرنسا، لم يكن هناك رغبة في الرجوع إلى ما قبل 1871 الحدود بين آلزاس ولوريان: بقت الغابات المثمرة في آلزاس ووكلت عليها بلديات غراندفونتين على الرغم من الاحتجاجات التي قام بها راون عبر جبال لوريان.

## مشاهير
المؤلف البريطاني نيكول فريل نج توفي في منزله في غراندفونتين في 20 من يوليو من عام 2003.

## أهم الأماكن
لي منينيغيز وهو منجم حديد في القرن التاسع عشر يرجع إلى حالة استنفار من قبل البلديات المجاورة والمحلية. والذي اكمل عن طريق متحف صغير متتبعا عملية المنجم على مر القرون وعرض بعض الثروات المعدنية في المنطقة.

## وصلات خارجية
- صفحة البلدية على موقع المعهد الوطني للإحصاء والدراسات الاقتصادية (بالفرنسية)